# Kurt Ahrens
Karl Heinrich Ahrens, detto Kurt Jr oppure Kurti o anche Kurtchen (Braunschweig, 19 aprile 1940), è un pilota di Formula 1 tedesco.
Figlio di Kurt Ahrens, anch'esso pilota, scelse il nome del padre quale pseudonimo nel mondo delle corse. Ahrens iunior iniziò la sua carriera motoristica nel 1958 in Formula 3, vinse il titolo tedesco di Formula Junior nel 1961 e nel 1963. Passò poi in Formula 2, gareggiando anche nell'occasione in cui Jim Clark morì al Hockenheimring nel 1968.
Il pilota tedesco corse anche con le vetture sport della Porsche, vincendo con Jo Siffert l'edizione 1969 della 1000 km d'Austria. L'anno seguente con Vic Elford vinse la prestigiosa 1000 km del Nürburgring. Abbandonò l'attività nel 1971.
Partecipò a quattro gran premi di Germania di Formula 1 sempre al Nürburgring. Nel 1966, 1967 e 1969 con vetture di Formula 2, che erano ammesse alla gara al fine di rimpinguare il numero di partenti. Nel 1966 e 1969 guidò una Brabham-Cosworth, giungendo settimo nell'edizione del 1969. Nel 1967 guidò invece una Protos-Cosworth. Nel 1968 utilizzò una Brabham-Repco di Formula 1, giungendo dodicesimo.